# Jean-Baptiste-Adolphe Charras

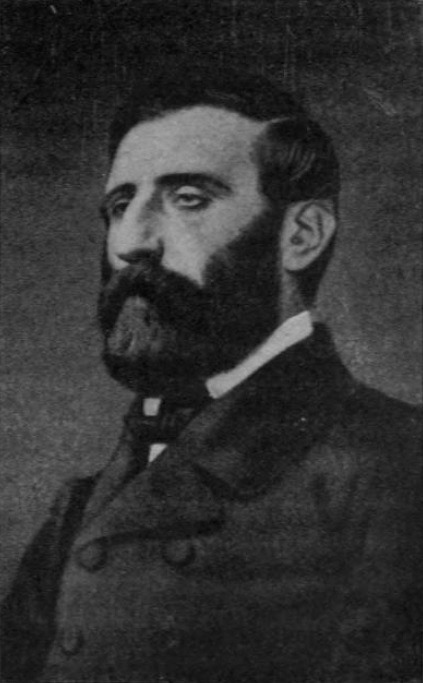
Porträt von Pierre Petit

Jean-Baptiste-Adolphe Charras (* 1. Juli 1810 in Clermont-Ferrand, Puy-de-Dôme; † 23. Januar 1865 in Basel) war ein französischer Militärschriftsteller und Minister.

## Leben und Werk

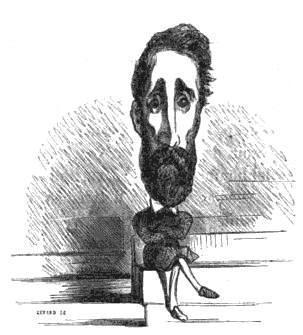
Karikatur Charras’ von Cham

Oberstleutnant Charras stieg 1848 innerhalb der Militärverwaltung rasch auf und wurde am 9. März Sekretär der Verteidigungskommission, am 5. April Unterstaatssekretär im französischen Kriegsministerium und am 11. Mai desselben Jahres amtierender Kriegsminister.
Charras ist der Autor des Werkes Histoire de la campagne de 1815 und eines nicht ganz vollendeten Werkes Histoire de la guerre de 1813 en Allemagne, das posthum erschien. Charras kritisierte darin die Strategie Napoleons und „attackierte den Historiker Adolphe Thiers und all jene, die den Kaisermythos förderten“.
Der Gegner des Bonapartismus lebte nach dem Staatsstreich 1851 in der Verbannung in Brüssel, er starb in Basel.

## Auszeichnungen
- 1843: Chevalier de la Légion d’honneur.[4]

## Schriften
- Histoire de la campagne de 1815. Waterloo. Dürr, Leipzig 1857 Digitalisat der BSB München
- Histoire de la guerre de 1813 en Allemagne. Derniers jours de la retraite de russie - insurrection de l’allemagne - armements - diplomatie - entrée en campagne. (Mit einem Vorw. von Victor Chauffour-Kestner). Avec cartes spéciales (2 gefaltete Karten). Brockhaus, Leipzig 1866.

deutsche Übersetzung: Geschichte des Krieges von 1813 in Deutschland. Brockhaus, Leipzig 1867. Digitalisat der BSB München